# Винценц фон Валдщайн-Вартенберг
Винценц фон Валдщайн-Вартенберг, с рождено име Ян/Йохан Винценц Ферериус фон Валдщайн-Вартенберг (на немски: Jan/Johann Vincenc Ferrerius Graf von Waldstein, Herr von Wartenberg; * 17 юни 1731, Виена; † 10 април 1797, Тршебич, Югозападна Моравия) е бохемски благородник, граф на Валдщайн и господар на Вартенберг.
Винценц е приятел с Волфганг Амадеус Моцарт през 1770 – 1778 г.

## Произход
Той е син на граф Франц Ернст фон Валдщайн-Вартенберг (1706 – 1748) и ландграфиня Мария Елизабет фон Фюрстенберг (1703 – 1767), дъщеря на ландграф Проспер Фердинанд фон Фюрстенберг-Щюлинген (1662 – 1704) и графиня Анна София Евзебия фон Кьонигсег-Ротенфелс (1674 – 1731). Баща му Франц Ернст основава „линията Мюнхенгрец/Мнихово Храдище в Чехия.

## Фамилия
Винценц се жени на 14 април 1759 г. в Прага за София фон Щернберг (* 11 юни 1738, Виена; † 16 януари 1803, Прага), дъщеря на граф Франц Филип фон Щернберг (1708 – 1786), дворцов министър на Мария Терезия, и графиня Мария Елеонора Леополдина фон Щархемберг (1712 – 1800). Тя е внучка на княз Максимилиан Карл фон Льовенщайн-Вертхайм-Рошфор (1656 – 1718). Te имат осем деца:
- Мария София (* 2 февруари 1760; † 15 ноември 1818)
- Леополдина (* 7 август 1761, Мюнхенгрец; † 30 ноември 1845, Прага), омъжена в Доксий (дворец Хиршберг) на 1/10 февруари 1776 г. за княз Вилхелм I фон Ауершперг (* 9 август 1749; † 16 март 1822)
- Йозефа (* 4 октомври 1762; † 3 октомври 1841)
- Ернст Филип (* 26 октомври 1764, Мюнхенграц; † 13 август 1832, Мариенбад), женен I. в замък Козел на 20 септември 1789 г. за графиня Мария Антония дес Фурс (* 10 май 1772, Прага; † 1 януари 1813, Прага), II. 1815 г. за графиня Ернестина Сузана Бройнер (* 11 август 1784; † 27 август 1849)
- Каролина Кристиана Фридерика (* 13 януари 1766; † 1844), омъжена I. на 15 януари 1791 г. за граф и принц за Леополд фон Даун-Теано (* 23 юли 1769; † 5 януари 1799), II. на 2 октомври 1802 г. за Клод Л'Хосте де Болиьо († сл. 1802)
- Емануел Франц (* 10 април 1770; † 12 юли 1803, в битка), женен на 17 декември 1798 г. в Прага за Моника Шорел/Фландерка (* 15 юни 1774; † 1856)
- Йозеф Винценц (* 4 март 1773; † 20 юни 1799, в битка)
- Кунигунда (* 8 октомври 1775; † 30 април 1786)

## Галерия
- Герб на род Валдщайн
- Дворец Мюнхенгрец/Мнихово Храдище в Чехия
- Замък Валдщйн
- Замък Вартенберг